# Ruslan Malinovskyi
Ruslan Malinovskyi (Zhytomyr, 4 de mayo de 1993) es un futbolista ucraniano que juega como centrocampista en el Genoa C. F. C. de la Serie A.

## Selección nacional
Fue internacional sub-19 y sub-21 con la selección ucraniana.
Debutó con la selección de fútbol de Ucrania en 2015, aunque hasta 2018 no se entró habitualmente en las convocatorias de la selección.
Tras su explosión como jugador en 2018, y con el K. R. C. Genk, fue convocado con la selección para jugar en la Liga de Naciones de la UEFA 2018-19. 
El 10 de octubre de 2018 hizo su primer gol con la selección. Lo hizo en un partido amistoso frente a la selección de fútbol de Italia que acabó con empate a 1.
El 16 de octubre de 2018 marcó su primer gol en la Liga de Naciones de la UEFA. Hizo el único gol del partido en la victoria por 1-0 frente a la selección de fútbol de la República Checa.

### Participaciones en Eurocopas
| Copa          | Sede     | Resultado        | Partidos | Goles |
| ------------- | -------- | ---------------- | -------- | ----- |
| Eurocopa 2020 | Europa   | Cuartos de final | 4        | 0     |
| Eurocopa 2024 | Alemania | Primera fase     | 3        | 0     |

## Estadísticas

### Clubes
Actualizado al último partido disputado el 4 de abril de 2025.
| Club                          | Div.          | Temporada     | Liga  | Liga  | Liga   | Copas nacionales | Copas nacionales | Copas nacionales | Copas internacionales | Copas internacionales | Copas internacionales | Total | Total | Total  |
| Club                          | Div.          | Temporada     | Part. | Goles | Asist. | Part.            | Goles            | Asist.           | Part.                 | Goles                 | Asist.                | Part. | Goles | Asist. |
| ----------------------------- | ------------- | ------------- | ----- | ----- | ------ | ---------------- | ---------------- | ---------------- | --------------------- | --------------------- | --------------------- | ----- | ----- | ------ |
| F. C. Sevastopol · Ucrania    | 2.ª           | 2012-13       | 14    | 1     | 0      | 2                | 0                | 0                | —                     | —                     | —                     | 16    | 1     | 0      |
| F. C. Sevastopol · Ucrania    | 2.ª           | 2013-14       | 0     | 0     | 0      | 1                | 0                | 0                | —                     | —                     | —                     | 1     | 0     | 0      |
| F. C. Sevastopol · Ucrania    | Total club    | Total club    | 14    | 1     | 0      | 3                | 0                | 0                | 0                     | 0                     | 0                     | 17    | 1     | 0      |
| F. C. Zoryá Lugansk · Ucrania | 1.ª           | 2013-14       | 8     | 3     | 0      | 0                | 0                | 0                | —                     | —                     | —                     | 8     | 3     | 0      |
| F. C. Zoryá Lugansk · Ucrania | 1.ª           | 2014-15       | 23    | 1     | 4      | 5                | 0                | 2                | 4                     | 2                     | 0                     | 32    | 3     | 6      |
| F. C. Zoryá Lugansk · Ucrania | 1.ª           | 2015-16       | 13    | 3     | 3      | 3                | 0                | 0                | 4                     | 4                     | 0                     | 20    | 7     | 3      |
| F. C. Zoryá Lugansk · Ucrania | Total club    | Total club    | 44    | 7     | 7      | 8                | 0                | 2                | 8                     | 6                     | 0                     | 60    | 13    | 9      |
| K. R. C. Genk · Bélgica       | 1.ª           | 2015-16       | 13    | 0     | 3      | 2                | 0                | 0                | —                     | —                     | —                     | 15    | 0     | 3      |
| K. R. C. Genk · Bélgica       | 1.ª           | 2016-17       | 20    | 5     | 8      | 2                | 1                | 0                | 5                     | 1                     | 1                     | 27    | 7     | 9      |
| K. R. C. Genk · Bélgica       | 1.ª           | 2017-18       | 37    | 5     | 4      | 5                | 2                | 0                | —                     | —                     | —                     | 42    | 7     | 4      |
| K. R. C. Genk · Bélgica       | 1.ª           | 2018-19       | 37    | 13    | 10     | 1                | 0                | 1                | 13                    | 3                     | 2                     | 51    | 16    | 13     |
| K. R. C. Genk · Bélgica       | Total club    | Total club    | 107   | 23    | 25     | 10               | 3                | 1                | 18                    | 4                     | 3                     | 135   | 30    | 29     |
| Atalanta B. C. · Italia       | 1.ª           | 2019-20       | 34    | 8     | 3      | 1                | 0                | 1                | 9                     | 1                     | 1                     | 44    | 9     | 5      |
| Atalanta B. C. · Italia       | 1.ª           | 2020-21       | 36    | 8     | 12     | 3                | 2                | 0                | 4                     | 0                     | 0                     | 43    | 10    | 12     |
| Atalanta B. C. · Italia       | 1.ª           | 2021-22       | 30    | 6     | 4      | 1                | 0                | 0                | 10                    | 4                     | 2                     | 41    | 10    | 6      |
| Atalanta B. C. · Italia       | 1.ª           | 2022-23       | 15    | 1     | 2      | 0                | 0                | 0                | —                     | —                     | —                     | 15    | 1     | 2      |
| Atalanta B. C. · Italia       | Total club    | Total club    | 115   | 23    | 21     | 5                | 2                | 1                | 23                    | 5                     | 3                     | 143   | 30    | 25     |
| Olympique de Marsella Francia | 1.ª           | 2022-23       | 20    | 1     | 1      | 3                | 1                | 0                | —                     | —                     | —                     | 23    | 2     | 1      |
| Olympique de Marsella Francia | Total club    | Total club    | 20    | 1     | 1      | 3                | 1                | 0                | 0                     | 0                     | 0                     | 23    | 2     | 1      |
| Genoa C. F. C. · Italia       | 1.ª           | 2023-24       | 28    | 4     | 1      | 2                | 0                | 1                | —                     | —                     | —                     | 30    | 4     | 2      |
| Genoa C. F. C. · Italia       | 1.ª           | 2024-25       | 9     | 0     | 2      | 1                | 0                | 1                | —                     | —                     | —                     | 10    | 0     | 3      |
| Genoa C. F. C. · Italia       | Total club    | Total club    | 37    | 4     | 3      | 2                | 0                | 2                | 0                     | 0                     | 0                     | 39    | 4     | 5      |
| Total carrera                 | Total carrera | Total carrera | 337   | 59    | 57     | 32               | 6                | 6                | 49                    | 15                    | 6                     | 418   | 80    | 69     |

## Palmarés

### Títulos nacionales
| Título             | Club          | País    | Año  |
| ------------------ | ------------- | ------- | ---- |
| Jupiler Pro League | K. R. C. Genk | Bélgica | 2019 |